# Pedro Cabral
Pedro Dionisio Cabral (Corrientes, ca. 1790 - Buenos Aires, 1847) fue un político argentino, gobernador federal de la provincia de Corrientes.
Hijo de Eugenio Tomás Cabral y Robledo y María Teresa de Soto Toledo. Era un estanciero y comerciante influyente del pueblo de Ensenadas, cerca de la capital. Ocupó una banca en el congreso provincial durante el primer gobierno de Pedro Ferré.
Fue elegido gobernador (sucediendo a Ferré) y asumió el día de Navidad de 1828. Apoyó a Estanislao López y a Juan Manuel de Rosas en su guerra contra Juan Lavalle y José María Paz, líderes militares del partido unitario.
Apoyó la reunión de la convención federal de Santa Fe, en un proceso que culminaría con la firma del Pacto Federal, de enero de 1831, aunque su diputado, el exgobernador Pedro Ferré, retrasó la firma del tratado con exigencias de igualdad hacia la provincia de Buenos Aires.
Incorporó a la provincia el pueblo misionero de La Cruz y fundó el pueblo de Mercedes. Incorporó a los indios a la vida civil de la provincia, y estableció vecinos pobres como propietarios de pequeños campos, aplicando la ley de enfiteusis, que había sido introducida por Rivadavia en Buenos Aires. Pero la aplicó de modo que no se pudieran reunir más de dos terrenos, eliminando así este sistema como origen de latifundios.
Fue reemplazado por Ferré en diciembre de 1830, y durante el resto de la década fue el jefe del partido federal correntino, aún durante el gobierno de su amigo Atienza. Desde la legislatura, fue un adversario tenaz del gobernador Genaro Berón de Astrada. Fue gobernador provisorio después de la batalla de Pago Largo, pero poco después volvía a la oposición, durante el último gobierno de Ferré.
Después de la batalla de Arroyo Grande fue elegido gobernador por el congreso provincial y asumió el gobierno en diciembre de 1842. Persiguió a sus enemigos con firmeza y embargó los bienes de Ferré y de sus partidarios, a quienes aplicó todo tipo de descalificaciones. Sus enemigos lo hicieron pasar a la historia como un degollador sanguinario, pero realmente no fue más sanguinario que estos.
No pudo impedir la invasión de los hermanos Joaquín y Juan Madariaga y fue derrocado en abril de 1843. Huyó a Buenos Aires, donde se refugió al amparo de Rosas. Murió en Buenos Aires cuando aún gobernaba Joaquín Madariaga en Corrientes.